# Down House

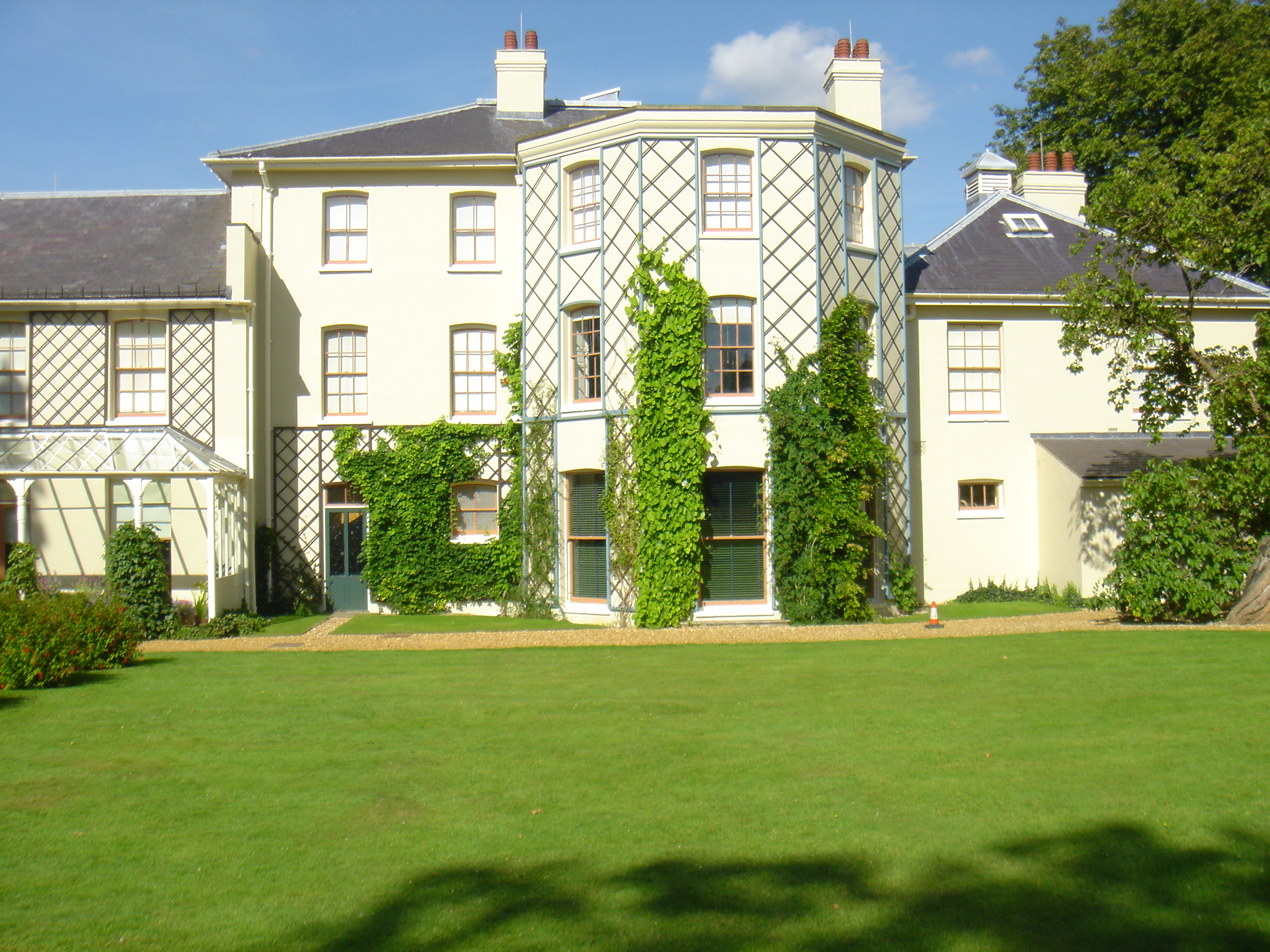
Västfasaden av Down House blickar ut mot dess trädgård. Huvudbyggnaden domineras av rätvinkliga väggar av burspråksutbyggnaden som Darwin byggde 1843. Köksdelen till höger har ett klassrum på övre våningen och den vänstra delen, tillbyggd 1858, har ett ritrum bakom det inglasade verandataket.

Down House var den engelska biologen Charles Darwin och hans familjs hem. Fastigheten ligger intill Luxted Road 400 meter söder om Downe, ett samhälle 23 km sydost om Londons Charing Cross. På Darwins tid var Downe en församling i Kent: samhället kom senare att läggas under Bromley Rural District, och är sedan 1965 en del av stadsdelen Bromley.
Det var i detta hus och denna trädgård som Darwin arbetade för sin teori om evolution genom naturligt urval som han hade tänkt ut innan han flyttade till Downe. Huset är idag ett museum.

## Down House idag
Down House förvärvades 1996 av English Heritage, efter anslag från Wellcome Trust. Byggnaden restaurerades med pengar insamlade av Natural History Museum från flera olika stiftelser, och genom ett bidrag från Heritage Lottery Fund, och öppnade för allmänheten i april 1998. Museet är normalt öppet från första onsdagen i februari till sista söndagen före jul. Under januari genomgår huset en storstädning.
Down House och dess omgivningar har av Storbritanniens Department for Culture, Media and Sport (DCMS) nominerats till att bli ett världsarv. Ursprungligen gick den igenom en allmän undersökning 2006 och ett beslut väntades i slutet av juni 2008. ICOMOS varnade dock DCMS att fastigheten inte nådde upp till kriteriet som krävdes för att få världsarvsstatus, och därför drog DCMS tillbaka sitt förslag med intentionen att lämna in en mer genomarbetad nominering senare. Nomineringen lämnades in i januari 2009 men beslutet sköts upp vid världsarvskommitténs möte sommaren 2010.